# RTL Danas
RTL Danas je informativna emisija RTL-a, koja se emitira radnim danima u 13:30 sati i svakodnevno u 16:30 i 19:00 sati. Emisija donosi pregled najvažnijih vijesti iz Hrvatske i svijeta, uz sportski segment i vremensku prognozu. Emisija pokriva političke, gospodarske, društvene, kulturne i sportske teme te uključuje analitičke i istraživačke priloge.

## Povijest
RTL Danas prvi je puta emitiran 24. listopada 2010. godine, naslijedivši dotadašnje RTL Vijesti. Isprva se prikazivao u terminu od 18:30 sati, u trajanju od 35 minuta, s jednim voditeljem.
Dana 9. travnja 2018. godine trajanje emisije produženo je na 60 minuta, a uveden je i voditeljski par. Od 20. prosinca 2019. RTL Danas se emitira iz novog studija.
Dana 27. lipnja 2022., nakon 12 godina, emisija mijenja termin emitiranja te se pomiče na 19:00 sati. S pregledima RTL Sport i RTL Vrijeme, ukupno traje 75 minuta i završava u 20:15.   
Od 31. listopada 2022. RTL Danas se emitira dva puta dnevno u 16:30 te u 19:00 sati.[nedostaje izvor]
Dana 2. rujna 2024. osuvremenjen je dizajn emisije.
Od travnja 2025. RTL Danas se emitira radnim danima i u 13:30 sati.  

## Nagrade i priznanja
- U listopadu 2024. godine, RTL Detektor, fact-checking projekt emisije RTL Danas i portala danas.hr, osvojio je nagradu SoMo Borac u kategoriji "Best Storytelling".[5]

## Osoblje

### Voditelji
- Ana Brdarić Boljat
- Tomislav Jelinčić
- Damira Gregoret
- Adrian De Vrgna
- Ivana Brkić Tomljenović
- Mario Jurič

### Reporteri
- Ida Balen
- Marina Brcković
- Katarina Brečić
- Maja Brkljača
- Borko Brunović
- Andrijana Čičak Božić
- Zorana Čičak Kulić
- Kristina Čirjak
- Ružica Đukić
- Dragana Eterović
- Petra Fabian Kapov
- Maja Garvanović Lipovšćak
- Ivana Ivanda Rožić
- Tea Mihanović
- Ana Mlinarić
- Nikolina Matošević
- Boris Mišević
- Maja Oštro Flis
- Lucija Ptičar
- Nikolina Radić
- Dajana Šošić
- Marko Šiklić
- Leona Šiljeg
- Ana Trcol
- Bojan Uranjek
- Rade Županović

### RTL Sport
- Filip Brkić
- Ines Goda
- Boris Jovičić
- Donna Diana Prćić
- Marko Vargek

### Urednici
- Ana Bulić
- Borna Keserović
- Ivana Brkić Tomljenović
- Leona Šiljeg
- Mirjana Posavac
- Marko Šiklić
- Josip Antolić – voditelj produkcije Informativnog programa
- Željka Marijanović – glavna urednica Informativnog programa